# Vauxhall Gardens
Els Jardins de Vauxhall són un parc públic a Kennington, Londres, Anglaterra, a la riba sud del riu Tàmesi.
Del 1785 al 1859, el lloc va ser un jardí de plaer i un dels llocs més destacats d'entreteniment públic a Londres des de mitjans del segle XVII fins a mitjans del segle xix. Originalment es coneixien amb el nom de New Spring Gardens (Nous Jardins de Primavera), i es creu que es van inaugurar abans de la Restauració de 1660, Samuel Pepys els esmenta el 1662. Els Jardins consistien en diversos hectàrees d'arbres i arbustos amb passejos atractius. Inicialment l'entrada era gratuïta, i es venia menjar i begudes per mantenir les instal·lacions.
S'hi accedia amb barca fins a la construcció del pont Vauxhall a la dècada de 1810. La metròpolis va absorbir la zona amb l'expansió de la ciutat a principis del segle xix.
El lloc es va convertir en els Jardins de Vauxhall el 1785 i es cobrava entrada per les seves atraccions. Els jardins van atreure grans multituds, amb els seus camins preparats per a activitats romàntiques. Funàmbuls, viatges en globus aerostàtic, concerts i focs artificials proporcionaven entreteniment. La "Tenda Turca" rococó es va convertir en una de les estructures dels jardins, i l'interior de la Rotonda en una de les atraccions més vistes de Vauxhall, mentre l'estil de chinoiserie va esdevenir típic en diversos edificis. Una estàtua de George Frideric Händel que hi havia als Jardins va anar parar més tard a l'abadia de Westminster. El 1817 es va tornar a representar la batalla de Waterloo amb la participació de 1.000 soldats.
El jardins van tancar el 1840 després que els seus propietaris es declaressin en fallida, però van tornar a obrir el 1841. Van canviar de mans el 1842, i es van tancar definitivament el 1859. El terreny es va reurbanitzar en les dècades següents, però el desallotjament dels barris baixos a finals del segle xx va permetre que una part de l'espai original s'obrís com a parc públic. Inicialment es van anomenar Spring Gardens (Jardins de Primavera) i el 2012 es van rebatejar com Vauxhall Pleasure Gardens (Jardins de Plaer de Vauxhall). El districte londinenc de Lambeth el gestiona com a parc públic.
Vauxhall Gardens es troben representats en un motiu de rajoles a l'estació de metro de Vauxhall, obra de George Smith.

## Importància cultural
L'eminent erudit en el segle XVIII John Barrell, que escriu al Suplement Literari del The Times, posa de manifest la importància de Vauxhall:
| « | Falta indicar el text de la citació. | » |

Les referències a Vauxhall són, durant 150 anys, tan omnipresents com ho serien més tard les referències a "Broadway". Per exemple, una antiga paraula polonesa per a un jardí de plaer (foksal) i el nom del carrer Foksal a Varsòvia són versions polonitzades de Vauxhall.

## Història

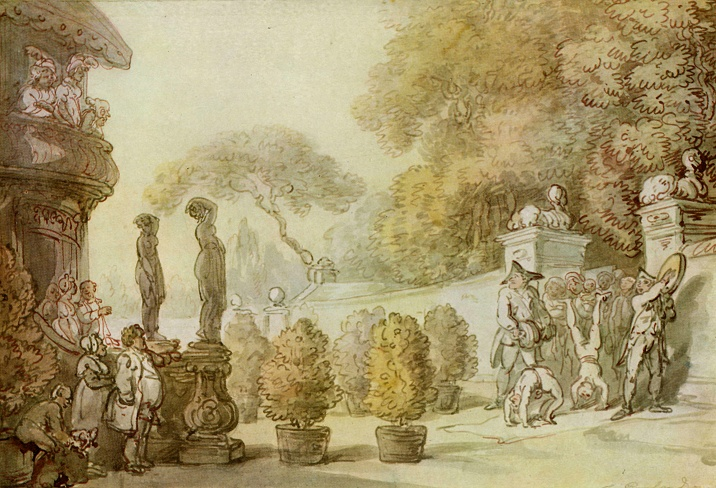
Entrada als Vauxhall Gardens per Thomas Rowlandson

Es creu que els jardins es van obrir just abans de la Restauració de 1660, anteriorment eren propietat de Jane Fauxe, o Vaux, vídua, el 1615. Mentre que John Nichols, a History of Lamberth Parish (Història de la parròquia de Lamberth), especula que ella era la vídua de Guy Fawkes, executat el 1606, John Timbs, a Curiosities of London (Curiositats de Londres), afirma que no existia aquesta connexió i que el nom Vaux deriva d'un tal Falkes de Breauté, un mercenari que treballava per al rei Joan qui va obtenir els terrenys per casament. Es diu que Jane és la vídua de John, un viticultor. Potser el primer registre que es té és la descripció d'una visita que Samuel Pepys va fer als Nou Jardins de Primavera el 29 de maig de 1662. El nom de llavors diferenciava els jardins dels Old Spring Gardens (Vells Jardins de Primavera) de Charing Cross; no obstant això, Pepys fa entendre que a Vauxhall hi havia jardins de Primavera Vells i Nous, i que de fet Spring Gardens (Jardins de Primavera) sembla haver estat una denominació de llarga durada per a diverses empreses d'entreteniment. Els jardins constaven de diverses hectàrees amb passejos. Inicialment l'entrada era gratuïta, els propietaris feien els diners venent aliments i begudes. El 1661 John Evelyn va descriure "el Nou Jardí de Primavera a Lambeth" com una "plantació artificial molt bonica". John Aubrey, a les seves Antiguitats de Surrey, explica el següent:
A Vauxhall, Sir Samuel Morland va construir (1667) una bonica sala, amb tot l'interior de vidre i fonts molt agradables de contemplar, que els forasters visiten molt: es troba al bell mig del jardí, coberta de pissarra de Cornualla, i a la punta va col·locar un pulcinella, molt ben tallat, que sostenia un dial, però els vents l'han fet caure.
Un plànol de 1681 mostra l'element central circular plantat amb arbres i arbustos, i les avingudes formals que continuarien sent una característica mentre duressin els Jardins. Sir John Hawkins, en la seva Història General de la Música (1776), diu:
| « | Falta indicar el text de la citació. | » |

La "suposada" última nit dels jardins va ser el 5 de setembre de 1839, quan va atreure 1.089 persones. Vauxhall es va vendre en una subhasta el 9 de setembre de 1841 per 20.000 lliures esterlines, després de la fallida dels propietaris, després va tornar a obrir, però es va tancar definitivament el 1859, i la major part de el terreny es va vendre per construir.

## Els Jardins de Primavera i el rococó a Anglaterra

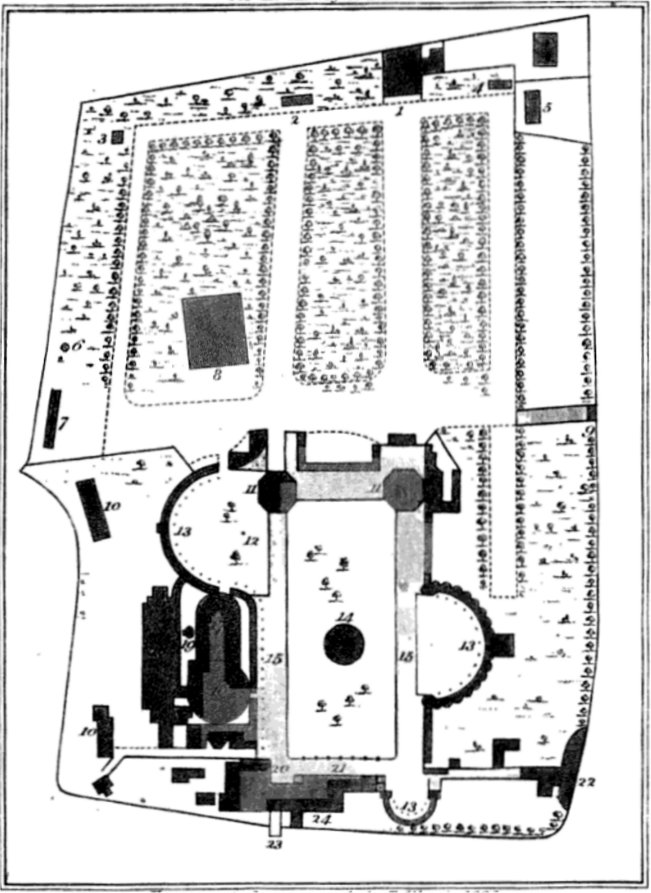
Pla dels Vauxhall Gardens, 1826

Els Jardins de Primavera van ser el vehicle més destacat a Anglaterra per a l'exhibició pública del nou estil rococó. La representació pictòrica més antiga dels Jardins de Primavera de Tyers, a Vauxhall, és el "Ventall de Vauxhall" (1736), un aiguafort imprès en blau dissenyat per enganxar-lo a un ventall; mostra els primers grups de pavellons, amb un sobri gust clàssic, però els interiors de les llotges per sopar les van pintar membres de l'Acadèmia de St. Martin's Lane de Hogarth, entre els quals destaca Francis Hayman. Hayman va proporcionar la majoria dels temes, que estudiants i assistents van executar ràpidament; Hubert Gravelot va proporcionar dissenys per a altres dos, i els dissenys de Hogarth es van posar en servei en còpies esborrades precipitadament que omplien la part posterior de cada caixa. En una hora determinada, totes les pintures es van baixar alhora, per oferir certa seguretat a les companyies en el sopar i un teló de fons adequat, va pensar un observador, per a les belleses vives de Londres. Frederic, el Príncep de Gal·les, que havia vingut a Anglaterra amb el seu pare Jordi II el 1728 i que era un destacat mecenes del Rococó, es va interessar prou pels jardins perquè el seu propi pavelló es construís des del primer moment. La primera escultura totalment rococó erigida als Jardins de Primavera,Vauxhall, va ser la "Tenda Turca" que encara era una novetat el 1744; "aquesta fantàstica estructura va introduir aquest element d'impermanència frívola que va esdevenir tan característic de Vauxhall", va remarcar David Coke. Durant la dècada de 1740, es van sumar altres exemples de la chinoiserie del rococó i, sobretot, la Rotonda, amb la decoració interior del rococó més vista a Anglaterra, dissenyada per George Michael Moser, un altre membre de l'Acadèmia de St. Martin's Lane; els ornaments van ser "executats per francesos i italians", va assenyalar George Verture.

## L'experiència
Es podia allotjar una multitud enorme als Jardins de Primavera, Vauxhall. El 1749, un assaig de Música pels reials focs d'artifici de Händel va atraure una audiència de 12.000 persones i, el 1786, es va celebrar un jubileu de disfresses amb 61.000 participants. Molts dels músics i cantants més coneguts de l'època van actuar als jardins, per exemple Sophia Baddeley. El 1732, el seu estatus de moda el va confirmar un ball de disfresses al que va assistir Frederic, el Príncep de Gal·les. En aquell moment l'accés des del West End es feia per aigua, però l'obertura del pont de Westminster a la dècada de 1740 va fer l'accés més fàcil, encara que menys encantador.
Milers de llums il·luminaven els camins principals de nit. Amb el temps, es van afegir més funcions i atractius: llotges per sopar addicionals, una sala de música, un pavelló xinès, una orquestra gòtica amb cinquanta músics, i ruïnes, arcs, estàtues i una cascada. Des del principi es va introduir un preu d'admissió i més tard James Boswell va escriure:
| « | Falta indicar el text de la citació. | » |

Els "passejos foscos" o "passejos propers" no il·luminats es coneixien com a lloc d'aventures amoroses. Thomas Brown a "Works Serious and Comical in Prose and Verse" ("Obres serioses i divertides en prosa i en vers") (1760) diu: "les dames que tenen la inclinació a ser privades, gaudeixen del plaer en els estrets passejos dels Jardins de Primavera, on es troben ambdós sexes, i es serveixen mútuament de guies per perdre's; i les giragonses i voltes als petits erms són tan intricats que fins i tot les mares més expertes sovint s'han perdut buscant les seves filles".
Una bona part de l'entreteniment l'oferia la mateixa companyia ben vestida. Les pauses entre les peces de música eren prou llargues com per donar temps a la multitud per circular altre cop pels jardins. M. Grosely, en la seva Tour to London (Passeig per Londres) (1772) diu, en referència amb els Jardins de Ranelagh i Vauxhall:
| « | Falta indicar el text de la citació. | » |

El nom nou de Jardins de Vauxhall, que ja eren d'ús comú des de feia temps, es va fer oficial el 1785. Després de l'època de Boswell, el preu d'admissió va augmentar constantment: a dos xílings el 1792, tres i sis penics a principis del segle xix, i 4/6 a la dècada de 1820. També es venien tiquets de temporada. L'entreteniment d'aquest període incloïa pujar a globus aerostàtics, focs artificials i funàmbuls. El 1813 hi va haver una festa per celebrar la victòria a la Batalla de Vitòria, i el 1827 es va recrear la batalla de Waterloo amb 1.000 de soldats.
El col·laborador de l'enciclopèdia d'Edimburg (edició de 1830) comenta que:
| « | Falta indicar el text de la citació. | » |

Charles Dickens va escriure sobre una visita diürna als jardins de Vauxhall, a Sketches de Boz, publicada el 1836:
| « | Falta indicar el text de la citació. | » |

Els Jardins apareixen en altres obres literàries. Són l'escenari d'un breu però crucial punt d'inflexió en la fortuna de l'antiheroïna Becky Sharp a la novel·la de Thackeray, Vanity Fair, del segle xix, i també un escenari de la seva novel·la Pendennis. Thomas Hardy ambienta escenes de la seva obra The Dynasts als Jardins. A Cecilia de Frances Burney els Jardins és el lloc on el personatge del senyor Harrell es suïcida.
Els jardins han passat per diverses mans. El 1840, els propietaris van fer fallida i els jardins van tancar. L'any següent van reobrir, i de nou el 1842 sota nova direcció, però el 1859 van tancar definitivament.

## En l'actualitat
Els Jardins de Plaer de Vauxhall són avui un parc de la ciutat. El parc es va obrir el 1976 i originalment el van anomenar Jardí de Primavera, però va el van rebatejar com a Jardins de Plaer de Vauxhall el 2012.
També hi ha la Granja de la ciutat de Vauxhall, així com arbres de fulla caduca i horts. Els noms dels carrers del lloc fan referència als històrics Jardins de Vauxhall, com ara els carrers Jonathan Street i Tyers Street.